# Època electrofeble
En cosmologia física, l'època electrofeble fou el període de l'evolució del jove univers en què la temperatura de l'univers era prou elevada per fusionar l'electromagnetisme i la força feble en una única força electrofeble (> 100 GeV). L'època electrofeble començà aproximadament 10-36 segons després del big-bang, quan la força forta se separà de la força electrofeble. Aquesta transició de fase engegà un període d'expansió exponencial conegut com a inflació còsmica. Aproximadament 10-32 segons després del big-bang, l'energia potencial del camp d'inflació que havia impulsat la inflació de l'univers durant l'època de la inflació fou alliberada, omplint l'univers amb un dens i calent plasma de quarks i gluons. En aquesta fase, les interaccions entre partícules eren prou energètiques per crear grans quantitats de partícules exòtiques, incloent-hi bosons W i Z i bosons de Higgs. A mesura que l'univers creixia i es refredava, les interaccions esdevingueren menys energètiques, i uns 10-12 després de la seva creació, els bosons W i Z deixaren d'aparèixer. Els bosons W i Z restants es desintegraren ràpidament, i la interacció feble esdevingué una força de curt abast a la posterior època dels quarks.
Després del període d'inflació, la física de l'època electrofeble és menys especulativa i està molt més ben compresa que la de períodes anteriors del jove univers. S'ha demostrat que existeixen els bosons W i Z i s'han verificat experimentalment altres prediccions de la teoria electrofeble.